# Gedalou Shuiku
Gedalou Shuiku är en reservoar i Kina. Den ligger i provinsen Liaoning, i den nordöstra delen av landet, omkring 140 kilometer sydväst om provinshuvudstaden Shenyang. Gedalou Shuiku ligger 3 meter över havet. Arean är 13,4 kvadratkilometer. Trakten runt Gedalou Shuiku består till största delen av jordbruksmark. Den sträcker sig 5,7 kilometer i nord-sydlig riktning, och 3,4 kilometer i öst-västlig riktning.
Genomsnittlig årsnederbörd är 870 millimeter. Den regnigaste månaden är juli, med i genomsnitt 212 mm nederbörd, och den torraste är januari, med 8 mm nederbörd.